# Колциря
Колциря (рум. Colțirea) — село у повіті Марамуреш в Румунії. Входить до складу комуни Ардусат.
Село розташоване на відстані 409 км на північний захід від Бухареста, 14 км на південний захід від Бая-Маре, 93 км на північ від Клуж-Напоки.

## Населення
За даними перепису населення 2002 року у селі проживали 439 осіб, з них 436 осіб (99,3%) румунів. Рідною мовою 437 осіб (99,5%) назвали румунську.